# 1980 en gymnastique
| Années de la gymnastique : 1977 - 1978 - 1979 - 1980 - 1981 - 1982 - 1983    |
| Décennies de la gymnastique : 1950 - 1960 - 1970 - 1980 - 1990 - 2000 - 2010 |

Les faits marquants de l'année 1980 en gymnastique

## Principaux rendez-vous
- XXIIes Jeux olympiques à Moscou (URSS) - 19e édition proposant des épreuves de gymnastique (uniquement gymnastique artistique)
- XIe Championnats du monde de trampoline à Brigue (Suisse)
- IVe Championnats du monde de gymnastique acrobatique à Poznań (Pologne)
- IIe Championnats d'Europe de gymnastique rythmique à Amsterdam (Pays-Bas)

## Naissance
- 29 août : Corina Ungureanu, gymnaste artistique roumaine
- 4 octobre : Ludivine Furnon, gymnaste artistique française